# しずかの山
『しずかの山』（しずかのやま）は、愛英史原作・松本剛作画による日本の漫画。講談社発行の『イブニング』にて2009年1号から2011年24号にかけて不定期連載された。

## ストーリー
日本人登山家・高遠静は、とある理由によりネパール・ヒマラヤ山脈にあるナムチェ・バザールに住み、山岳ガイドとして暮らしている。彼がガイドとして出会う、様々な人間の葛藤のドラマを描いた物語。

### I 神の山◆マチャプチャレ
ネパール政府が登山許可を出さず、未踏峰となっているマチャプチャレに、ジアン・ノアイエルは単独で密入山して登頂に成功した、と発表された。しかし、同時期に同じくマチャプチャレ登頂を目指し行方不明となったモーリス・イシャックの両親は、ノアイエルの単独行に疑問を持ち、検証のためノアイエルと共にマチャプチャレへ登ってもらいたい、と高遠に対し依頼する。

### II 真実の山◆アンナプルナ
モーリス・エルゾーグ隊によるアンナプルナ初登頂は事実であったか？　その真実を探るべく、若き天才アルピニスト・間宮勇也が企図したアンナプルナ登頂は、テレビ局などのスポンサーがつき、大規模なプロジェクトとなる。高遠はひょんなことからその登頂に、急遽シェルパとして同行することとなる。一方間宮はエルゾーグ隊と同じルート・登頂方法に固執し、サポートの赤峯を困惑させる。そして、高遠が日本に戻らず、ネパールにとどまり続ける理由とは。

### III 魔の山◆ナンガ・パルバット
伊集院今日子は、間宮勇也を描いたドキュメント番組の映像に、弟の遭難と同時に失踪した高遠の姿を見つける。同じ頃、ドバイに出張した今日子の父が誘拐された。今日子はナムチェ・バザールの高遠を訪ね、ナンガ・パルバットで父を捕らえているテロリストに接触し、外科手術をするよう依頼する。

## 主な登場人物
高遠 静（たかとお しずか）
主人公。ネパール、ナムチェ・バザールに住む山岳ガイド。日本人。
かつてアルピニストとして知られた存在だったが、伊集院健二とのエベレスト登頂中に遭難、そのまま行方不明となっていた。
伊集院 健二（いじゅういん けんじ）
銀行の頭取である伊集院家の長男。最後の登山と決めたエベレスト登頂中、遭難。遺体で発見された。
伊集院 今日子（いじゅういん きょうこ）
健二の姉。高遠との出会いから、ずっと反対していた健二の登山に同意したが、その直後の遭難事故で健二を失う。健二の代わりに家を継ぐべく、婿を取っている。
間宮 勇也（まみや ゆうや）
20歳にしてエベレストに無酸素単独登頂を果たした、新進気鋭の登山家。
赤峯 博（あかみね ひろし）
間宮のアンナプルナ登頂のサポートメンバー。妻帯者。
コーレ
ナムチェ・バザールで高遠と暮らす女の子。

## 書誌
- 愛英史原作・松本剛作画『しずかの山』講談社〈イブニングKC〉、全3巻
  1. 第1巻 2010年03月23日発売 ISBN 978-4-06-352305-8
  2. 第2巻 2010年12月22日発売 ISBN 978-4-06-352342-3
  3. 第3巻 2012年02月23日発売 ISBN 978-4-06-352342-3